# Emiliano Zurita
Emiliano Zurita (Ciutat de Mèxic, 29 d'octubre de 1993) és un actor, escriptor i productor mexicà, conegut pel seu paper de Felipe Quintanilla a la sèrie de Telemundo, Señora Acero (2018-2019). Ha destacat com a productor i escriptor de la sèrie de comèdia de Prime Video, Cómo sobrevivir soltero al costat del seu germà, amb qui té una companyia de producció anomenada Addiction House.

## Vida personal
És fill de l'actriu argentina Christian Bach i l'actor mexicà Humberto Zurita, i germà menor de Sebastián Zurita. Zurita es va graduar del Pratt Institute en Nova York com a arquitecte, i al mateix temps, va estudiar actuació en Susan Batson Studios, amb James E. Lee i Susan Batson.

## Filmografia

### Pel·lícules
| Any  | Títol                 | Rol            | Notes        |
| ---- | --------------------- | -------------- | ------------ |
| 2010 | Ángel caído           | Liut           |              |
| 2018 | El muro               | Pedro          | Curtmetratge |
| 2019 | Guadalupe Reyes       | Gabo           |              |
| 2020 | El baile de los 41    | Evaristo Rivas |              |
| 2020 | El mesero             | Pedro          |              |
| 2021 | No, porque me enamoro | Gabo Gabeau    |              |

### Televisió
| Any       | Títol                         | Rol                        | Notes                        |
| --------- | ----------------------------- | -------------------------- | ---------------------------- |
| 2018–2019 | Señora Acero                  | Felipe Quintanilla         | Paper recurrent; 65 episodis |
| 2022      | Natural Born Narco            | Aurelio                    |                              |
| 2023      | La cabeza de Joaquín Murrieta | Casey                      | Paper recurrent; 8 episodis  |
| 2023      | Cómo sobrevivir soltero       |                            |                              |
| 2024      | Zorro                         | Enrique Sánchez Monasterio | Paper recurrent              |

### Altres treballs
| Any           | Títol                   | Notes                                           |
| ------------- | ----------------------- | ----------------------------------------------- |
| 2020–presente | Cómo sobrevivir soltero | Sèrie de televisió; com a productor i escriptor |